# Карабулак (Єскельдинський район)
Карабула́к (каз. Қарабулақ) — село, центр Єскельдинського району Жетисуської області Казахстану. Адміністративний центр Карабулацького сільського округу.
Населення — 19561 особа (2021; 16037 у 2009, 14873 у 1999, 19088 у 1989).
Село розташоване в передгір'ях Джунгарського Алатау, за 17 км на південний схід від Талдикоргана. Залізнична станція. Цукровий завод.
До 2016 року село мало статус селища.